# Raoul Silva
(Raoul Silva rivolto a James Bond, riferendosi a M)
Tiago Rodriguez, meglio noto come Raoul Silva, è un personaggio immaginario, nemico di James Bond. È il principale antagonista del ventitreesimo film Skyfall, Silva è un ex agente dell'MI6 divenuto poi un cyber-terrorista determinato a vendicarsi di coloro che ritiene lo abbiano tradito, in particolare M. È stato interpretato dal premio Oscar Javier Bardem.

## Biografia
Come agente dell'MI6 Silva è stato distaccato all'ufficio di Hong Kong dal 1986 al 1997, periodo in cui era l'agente di punta di M, la quale era impegnata in un'indagine contro la pirateria cinese.
Mentre stava supervisionando la missione ad Hong Kong, M, che era convinta del doppio gioco di Silva, decise di scambiarlo con i prigionieri inglesi detenuti dal governo cinese. Incarcerato e torturato per ottenere informazioni, Silva tentò di togliersi la vita con la capsula di cianuro impiantata in un dente: Silva tuttavia sopravvisse ("la vita si è attaccata a me come una malattia", riferisce a M), sebbene con dei seri danni agli organi interni e con il volto deturpato, tanto che per mantenere un aspetto normale fu di lì in poi costretto a portare una protesi in bocca.
È il primo avversario dell'agente segreto apertamente bisessuale.
Nel successivo film, Spectre, Ernst Stavro Blofeld rivela che Silva, al pari di Le Chiffre e Dominic Greene (rispettivamente i cattivi di Casino Royale e Quantum of Solace), era un agente della SPECTRE, la sua organizzazione criminale.

## Skyfall
L'MI6 sta affrontando una crisi e Bond (interpretato qui da Daniel Craig) si trova a Istanbul per fermare il mercenario Patrice, che ha rubato un hard disk che contiene le identità di tutti gli agenti NATO infiltrati nelle organizzazioni terroristiche di tutto il mondo. Patrice riesce a fuggire e a consegnare l'hard disk a Silva il quale, dopo alcuni mesi, riesce ad infiltrarsi nel sistema di sicurezza dell'MI6 e nel computer di M facendo esplodere, mediante una fuoriuscita di gas, una parte degli uffici dei servizi segreti causando la morte di sette agenti.
Bond riesce a raggiungere Silva grazie all'aiuto di Sévérine, una prostituta salvata da Silva: a bordo di uno yacht Bond è portato su un'isola al largo della costa di Macao, sede di un vecchio stabilimento chimico di cui Silva aveva preso possesso in seguito ad un falso allarme che aveva spinto tutti i lavoratori ad evacuare la zona. Sull'isola gli uomini di Silva portano via Séverine e conducono Bond in una grande sala dove si trovano le apparecchiature elettroniche utilizzate dalla cellula terroristica; qui incontrerà Silva, che gli rivelerà il suo precedente status e il presunto tradimento di M. Silva poi porta fuori Bond e lega Sévérine ad una statua crollata mettendo un piccolo bicchiere di alcool sulla sua testa e obbligando Bond a colpire il bersaglio; Bond sbaglia volontariamente ma Silva punta l'arma verso Sévérine e la uccide. Silva quindi ordina ai suoi uomini di uccidere l'agente ma questi riesce a salvarsi poco prima dell'arrivo della squadra di soccorso che aveva avvisato prima di giungere sull'isola, catturando così Silva.
A Londra Silva viene imprigionato nel nuovo quartier generale sotterraneo dei servizi segreti e qui incontra M rivelandogli il perché del suo odio; nel frattempo il nuovo Q sta analizzando il computer di Silva, che però si rivela portatore di un virus che oltrepassa nuovamente i sistemi di sicurezza del rifugio permettendo a Silva di fuggire e dare inizio al suo piano: l'ex agente può così fuggire e raggiungere M durante l'inchiesta a suo carico sulla perdita del disco rigido. Bond lo insegue e fortunatamente, grazie anche all'aiuto del nuovo corrispondente dei servizi segreti Mallory, la salva.
Silva scappa mentre Bond si rifugia con M presso Skyfall, la tenuta dove abitava con i genitori in Scozia e grazie all'aiuto di Q, che aveva lasciato delle piccole tracce elettroniche che solo Silva poteva captare, trae in trappola l'ex agente. Dopo un violentissimo scontro a fuoco tra gli uomini di Silva e Bond, coadiuvato dalla stessa M e dal vecchio guardiacaccia Kincade, l'agente riesce ad uccidere il suo avversario con il vecchio coltello da caccia del padre. M, tuttavia, morirà a causa delle ferite riportate.